# 세속 귀족
세속 귀족(世俗貴族, 영어: Lords Temporal)은 영국 의회의 상원에서 세속을 대표하는 구성원이다. 1999년 상원의 개혁 기간 동안 92명의 귀족을 제외한 모든 귀족에 대해 상원에 앉을 수 있는 세습적 권리가 폐지되었지만 이들은 일대 귀족이거나 세습 귀족일 수 있다. 이 용어는 영국 국교회의 주교로서 상원에 봉직하는 성직 귀족과 구별하는 데 사용한다.

## 같이 보기
- 영국 상원
- 귀족
- 성직 귀족
- 세습 귀족